# Clarembaud de Noyers
Clarembaud de Noyers (né vers 1155 - † vers 1196) est seigneur de Noyers à la fin du XIIe siècle. Il est le fils de Miles IV de Noyers, seigneur de Noyers, et d'Adeline de Chappes.

## Biographie

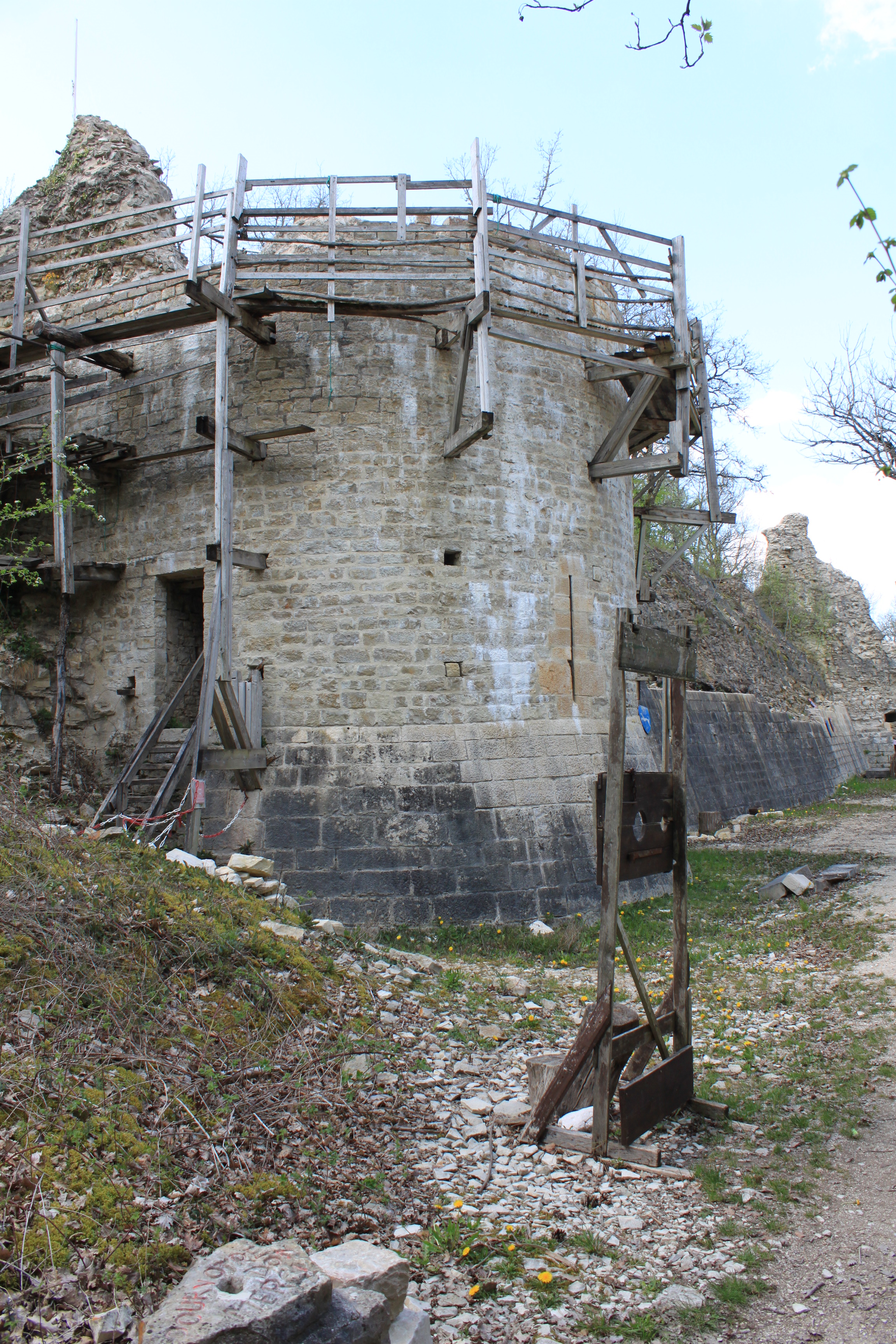
Ruines du château de Noyers.

### Début de carrière
Né vers 1155, il est le deuxième fils de Miles IV de Noyers, seigneur de Noyers, et de son épouse Adeline de Chappes.
Avant 1180, il épouse Ada de Montmirail, fille d'André de Montmirail, seigneur de Montmirail et de La Ferté-Gaucher, et d'Hildiarde d’Oisy, vicomtesse de Meaux.
Entre 1181 et 1184, son père Miles IV décède et son frère aîné Miles V de Noyers lui succède à la tête de la seigneurie de Noyers. Mais ce dernier décède à son tour quelques années après, avant 1186, et Clarembaud lui succède.
Quant à ses frères puînés, Hugues de Noyers se consacre à une carrière ecclésiastique et devient évêque d'Auxerre de 1183 à sa mort en 1206, tandis que Guy de Noyers devient seigneur de Lagesse, fief qui faisait partie de la dot de sa mère Adeline de Chappes, et de Joux.

### Participation à la troisième croisade

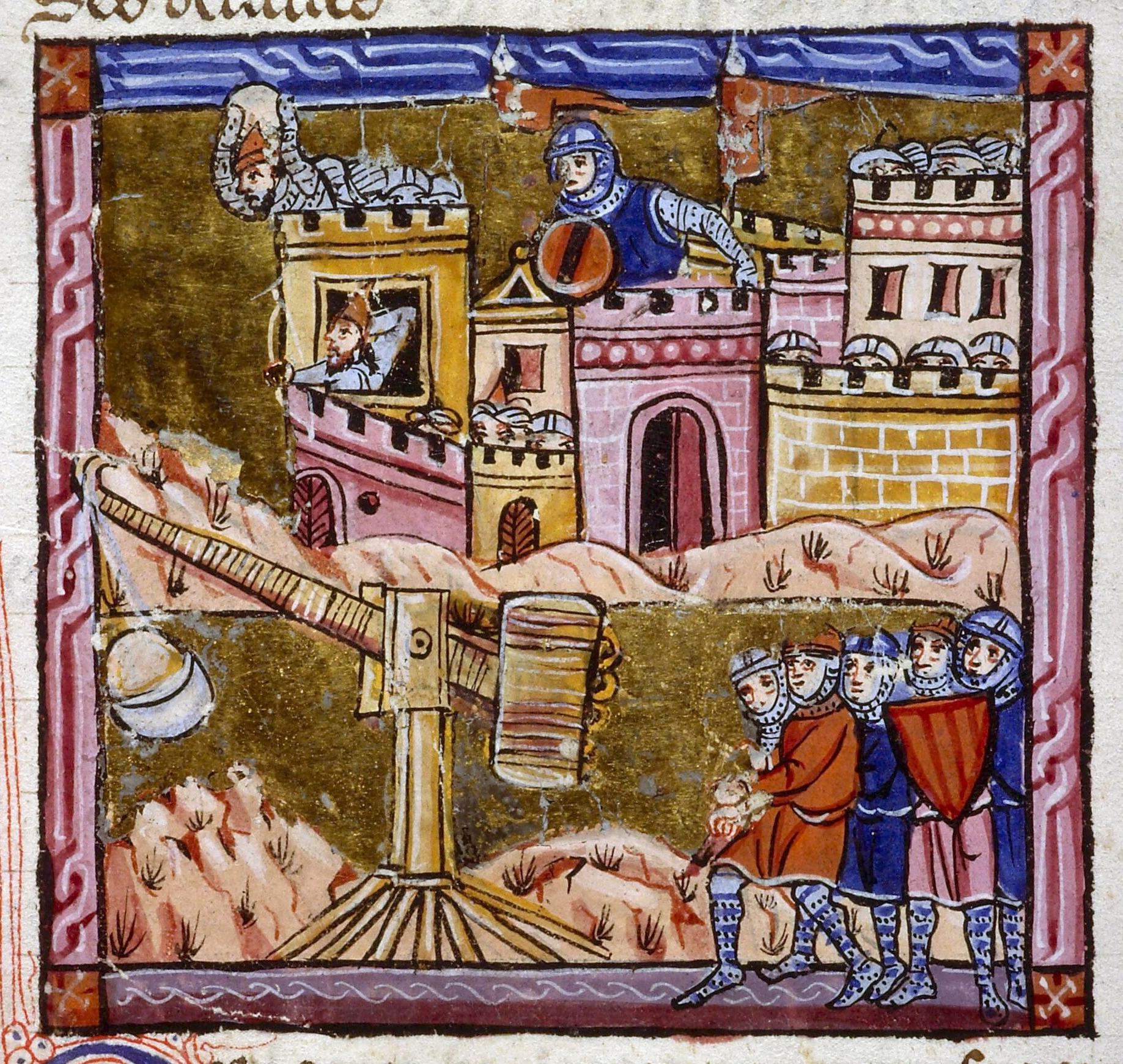
Miniature du siège de Saint-Jean-d'Acre, Bibliothèque Municipale de Lyon.

Dès octobre 1187, le duc de Bourgogne Hugues III projette de partir en croisade en Terre Sainte avec les souverains de France et d'Angleterre, et Clarembaud fait probablement partie, avec son frère Guy de Noyers, seigneur de Lagesse, des seigneurs bourguignons qui décident de l'accompagner. Toutefois, les préparatifs du duc et des rois français et anglais durent plus de deux ans et Clarembaud préfère ne pas les attendre et se joint à la troisième croisade sans ses suzerains.
Avant son départ, il fait élever des murailles autour du château de Noyers afin de le placer en sécurité durant son absence. Afin de s'attirer les faveurs divines pour son périple, il fait également plusieurs dons aux abbayes de de Molesme, de Moutiers-Saint-Jean, à l'église Notre-Dame de Noyers ainsi qu'au prieuré de Noyers.
Puis il embarque pour le siège de Saint-Jean-d'Acre dès 1189 où il précède les troupes du comte de Champagne Henri II. Le 31 octobre 1190, après avoir échappé de peu à la mort au cours d'une des nombreuses batailles de ce siège, il fait un don aux hospitaliers d'Arbonne. Alors que son frère Guy décède probablement à la suite des épidémies qui sévissaient dans le camp des croisés, Clarembaud survit au siège et rentre en à Noyers peu de temps après.
Son nom et ses armes figurent dans la cinquième des salles des Croisades du château de Versailles.

### Retour et fin de vie

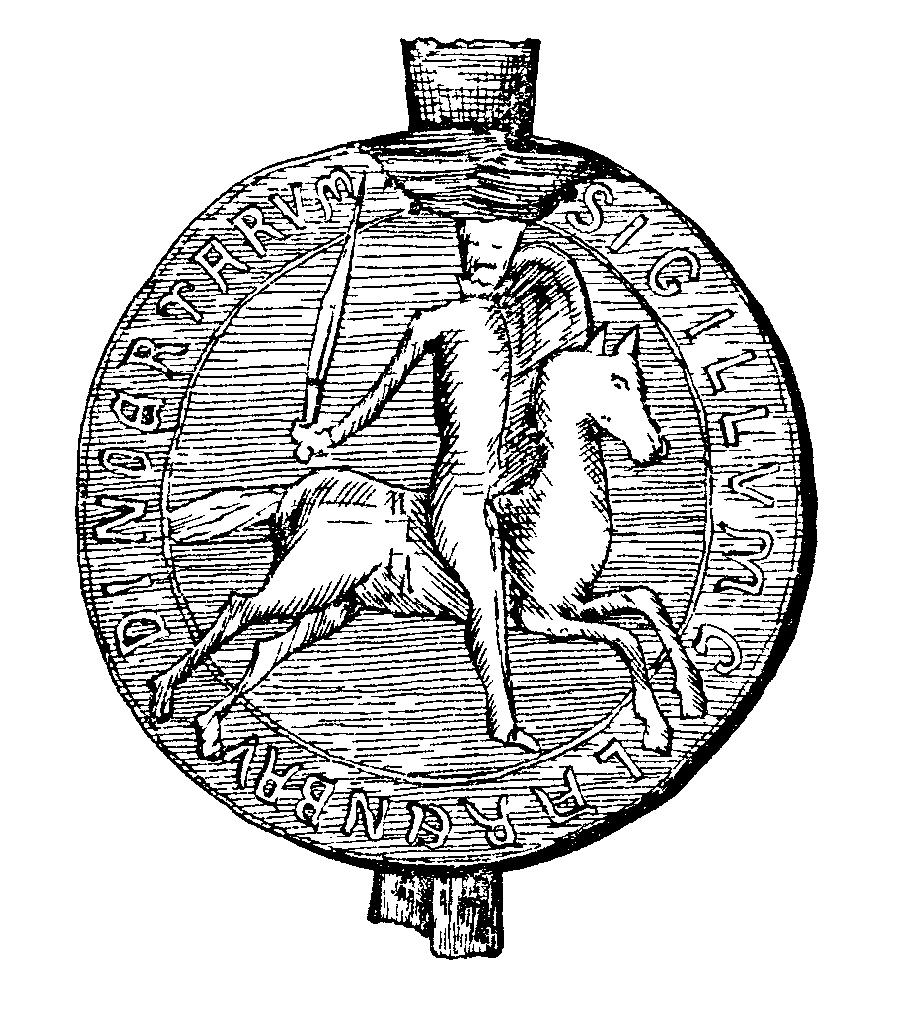
Sceau de Clarembaud de Noyers.

À son retour chez lui, Clarembaud doit rembourser les dettes qu'il avait contracté afin de pouvoir partir en croisade et donne pour cela de nouveaux droits à l'abbaye de Pontigny.
En 1196, il apparait une dernière fois dans un acte de donation de son beau-frère Renaud de Pougy à l'abbaye de Quincy. Il meurt probablement peu après, à l'age d'environ 40 ans, peut-être des suites d'une blessure ou d'une maladie survenue pendant la croisade.
À sa mort, il est remplacé par son fils aîné Miles VI de Noyers, mais celui-ci étant alors trop jeune pour régner, il est placé sous la tutelle de son oncle Hugues de Noyers, évêque d'Auxerre.

## Mariage et enfants
Avant 1180, il épouse Ada de Montmirail, fille d'André de Montmirail, seigneur de Montmirail et de La Ferté-Gaucher, et d'Hildiarde d’Oisy, vicomtesse de Meaux, dont il a au moins quatre enfants :
- Adeline de Noyers, qui épouse Guillaume de Courtenay, seigneur de Tanley, fils de Pierre de France (sixième fils du roi des Francs Louis VI le Gros et d'Adèle de Savoie, il est la tige de la maison capétienne de Courtenay), seigneur de Courtenay, et de son épouse Élisabeth de Courtenay, dame de Courtenay, dont elle a plusieurs enfants.
- Sibylle de Noyers, qui épouse Pons de Mont-Saint-Jean, seigneur de Charny, fils d'Hugues, seigneur de Mont-Saint-Jean, et de son épouse Élisabeth de Vergy, dont elle a plusieurs enfants.
- Miles VI de Noyers, qui succède à son père.
- Élisabeth de Noyers, ou Isabelle.

Après sa mort, sa veuve Ada de Montmirail épouse en secondes noces Vilain de Nully, seigneur de Nully dont elle a au moins deux autres enfants.

## Sources
- Ernest Petit, Histoire des ducs de Bourgogne de la race capétienne, vol. 3, Dijon, Imprimerie Darantière, 1889 (lire en ligne)
- Ernest Petit, « Les sires de Noyers », Bulletin de la Société des sciences historiques et naturelles de l'Yonne,‎ 1874, p. 67-381 (lire en ligne).